# Bulimnaea megasoma
Bulimnaea megasoma är en snäckart som först beskrevs av Thomas Say 1824.  Bulimnaea megasoma ingår i släktet Bulimnaea och familjen dammsnäckor. IUCN kategoriserar arten globalt som livskraftig. Inga underarter finns listade i Catalogue of Life.